# 塔那河扇尾鶯
塔那河扇尾鶯（Cisticola restrictus）是肯雅及索馬里的一種扇尾鶯。牠們生活在海拔500米的亞熱帶或熱帶的叢林。自1972年後便再未見到它們，可能已經滅絕，但它們的分類地位受到質疑，其亦可能是一個無效的物種。於2007年在塔那河三角洲有一起觀察記錄，但未證實。